# Elitserien na żużlu
Elitserien (szw. Elitserien i speedway) – Najwyższa klasa rozgrywkowa drużynowych mistrzostw Szwecji na żużlu, jedna z najsilniejszych lig żużlowych na świecie. Rozgrywki prowadzone są na torach klasycznych pod patronatem szwedzkiej federacji motocyklowej SVEMO. Początki ligi sięgają 1948 roku – pierwszym drużynowym mistrzem Szwecji został klub Filbyterna Linköping.

## Zasady rozgrywek
W lidze szwedzkiej od 2018 roku nie występuje system spadków i awansów. Podobnie jest w lidze duńskiej Danske Speedway Liga i brytyjskiej Premiership. Drużyna może spaść z ligi, jeśli nie stać jej na jazdę w najwyższej klasie rozgrywkowej. Obecnie w Elitserien występuje 9 zespołów.
Mecze Elitserien rozgrywa się systemem kołowym (raz na własnym torze, tydzień później na wyjeździe lub odwrotnie), następnie rozgrywa się dwumecze (mecze i rewanże) półfinałowe oraz finałowy, wyłaniający zespół drużynowego mistrza Szwecji. Za zwycięstwo w meczu drużynie przyznaje się 2 punkty w tabeli, za remis 1. Ponadto za lepszy bilans punktów w dwumeczu przyznaje się dodatkowy punkt bonusowy.
Mecz ligowy składa się z 15 wyścigów, tak jak w polskiej lidze. Każdy z zawodników startuje maksymalnie sześciokrotnie, w tym jako rezerwa taktyczna za innego zawodnika swojej drużyny. W ostatnim, 15 biegu, startują najlepsi zawodnicy w danym meczu.
Na siedmiu zawodników w każdej drużynie maksymalnie pięciu może być obcokrajowcami. W lidze szwedzkiej regularnie startuje wielu polskich żużlowców, bowiem w ligach żużlowych, ze względu na brak międzynarodowych rozgrywek drużyn ligowych, zawodnik może reprezentować równocześnie barwy zespołów z różnych krajów. Od 2018 roku szwedzkie drużyny nie muszą zatrudniać ani jednego zawodnika poniżej 21 roku życia. 

## Drużynowi Mistrzowie Szwecji
- czternastokrotni:
  - Getingarna Sztokholm/Sztokholm United (1952, 1963, 1964, 1965, 1966, 1967, 1969, 1974, 1978, 1979, 1981, 1982, 1985, 1989)
- jedenastokrotni:
  - Njudungarna/VMS Elit Vetlanda (1976, 1980, 1983, 1984, 1986, 1987, 2004, 2006, 2010, 2012, 2014, 2015)
- siedmiokrotni:
  - Dackarna Målilla/Luxo Stars Målilla (1957, 1958, 1959, 1962, 2007, 2021, 2023)
- sześciokrotni:
  - Vargarna Norrköping (1949, 1951, 1953, 1954, 1960, 1961)
  - Smederna Eskilstuna (1973, 1977, 2017, 2018, 2019, 2022)
- pięciokrotni:
  - Rospiggarna Hallstavik (1995, 1997, 2001, 2002, 2016)
- czterokrotni:
  - Bysarna Visby (1971, 1972, 1975, 1988)
  - Örnarna Mariestad (1992, 1993, 1994, 1996)
- trzykrotny:
  - Kaparna Göteborg (1968, 1970, 2003)
  - Lejonen Gislaved (2008, 2009, 2024)
- dwukrotni:
  - Filbyterna Linköping (1948, 1950)
  - Monarkerna Sztokholm (1955, 1956)
  - Indianerna Kumla (1990, 1991)
  - Valsarna Hagfors (1998, 1999)
  - Piraterna Motala (2011, 2013)
  - Masarna Avesta (2000, 2020)
- jednokrotni:
  - Västervik Speedway (2005)

## Zespoły obecnie jeżdżące w Elitserien
W Elitserien 2024 startuje 8 zespołów:
- Dackarna Målilla
- Vastervik Speedway
- Indianerna Kumla
- Lejonen Gislaved
- Piraterna Motala
- Rospiggarna Hallstavik
- Eskilstuna Smederna
- Vargarna Norrköping